# Фридрих Карл Николай Прусский
Фридрих Карл Николаус Прусский (нем. Friedrich Karl Nikolaus von Preußen; 20 марта 1828, Берлин — 15 июня 1885, Охотничий дворец Глинике) — принц Прусский, прусский генерал-фельдмаршал (28 октября 1870 года), русский генерал-фельдмаршал (1872 год). Сын принца Фридриха Карла Александра, внук Фридриха Вильгельма III. Выдающийся полководец.

## Биография

### Служба
Получил военное образование под руководством майора (впоследствии военного министра) Роона, посещал боннский университет.
В 1848 году участвовал в шлезвигском походе, в 1849 году — в усмирении баденского восстания; тяжело ранен при Визентале. 22 июня 1849 года российский император Николай I пожаловал ему орден Святого Георгия 4-й степени (№ 8142 по кавалерскому списку Григоровича — Степанова)
В изъявление чувства истинного уважения, внушаемого Его Императорскому Величеству отличным мужеством, оказанным в деле при Гермерсгейме.
В 1860 году была опубликована (без его ведома) «Eine militärische Denkschrift von Prinz Fr.-K.», в которой предлагались некоторые реформы в организации армии.
Стоя с 1860 года во главе 3-го армейского корпуса, он отчасти осуществил их сам и занял видное место в ряду прусских генералов.
В 1864 году в войне с Данией был главнокомандующим прусской армии, а потом (с мая) и всех союзных войск. В войну с Австрией 1866 года командовал 1-й армией, одержал победы при Либенау (27 июня), Мюнхенгретце (28 июня), Гитчине (29 июня), участвовал с отличием в сражении при Кениггреце (3 июля). В 1867 году был избран в одном восточно-прусском округе в учредительный рейхстаг, где принадлежал к консерваторам.
19 июня (1 июля) 1870 года, в преддверии войны с Францией, получил от императора Александра II орден Святого Георгия 2-й степени.
В 1870—1871 годах командовал 2-й армией; 16 августа победой при Вионвилле и Марс-ла-Туре оттеснил маршала Базена к Мецу; 18 августа решил битву при Гравелотте, разбив правое крыло французов при Сен-Прива. Поставленный во главе 1-й и 2-й армий, запер Базена в Меце и принудил его 27 октября к капитуляции. По окончании войны был инспектором прусской кавалерии.
В 1872 году получил жезл русского генерал-фельдмаршала.
Совершил в 1883 году путешествие в Египет и Сирию, описание которого опубликовал в Берлине в 1884 году.
Во Франкфурте-на-Одере ему воздвигнут памятник.

### Семья
С 29 ноября 1854 года Фридрих Карл был женат на Марии Анне Ангальт-Дессауской (14 сентября 1837 — 12 мая 1906). В семье родились:
- Мария Елизавета Луиза Фредерика (14 сентября 1855 — 21 июня 1888), замужем с 23 августа 1878 за принцем Генрихом Нидерландским; во втором браке — с 6 мая 1885 года за Альбертом Саксен-Альтенбургским;
- Елизавета Анна (8 февраля 1857 — 28 августа 1895);
- Луиза Маргарита Александра Виктория Агнес (26 июля 1860 — 14 марта 1917), замужем с 13 марта 1879 за Артуром, герцогом Коннаутским;
- Иоахим Карл Вильгельм Фридрих Леопольд (14 ноября 1865 — 13 сентября 1931).